# Ziemaki (Miłomłyn)
Ziemaki (deutsch Goldsberg) ist ein Ort in der polnischen Woiwodschaft Ermland-Masuren. Er gehört zur Gmina Miłomłyn (Stadt-und-Land-Gemeinde Liebemühl) im Powiat Ostródzki (Kreis Osterode in Ostpreußen).

## Geographische Lage
Ziemaki liegt  auf der Ostseite des Großen Eyling-Sees (polnisch Jezioro Ilińsk (Jelonek)) im Westen der Woiwodschaft Ermland-Masuren, zehn Kilometer nordwestlich der Kreisstadt Ostróda (deutsch Osterode in Ostpreußen).

## Geschichte
Das damalige Goldsberg, bis zum 27. Februar 1877 Abbau Wottrich genannt, bestand aus einem mittleren Hof, war bis 1945 in die Stadtgemeinde Liebemühl (polnisch Miłomłyn) eingegliedert und gehörte somit zum Kreis Osterode in Ostpreußen. 750 Meter nordwestlich des Hofs stand am See eine Ziegelei, die von überregionaler Bedeutung war.
1945 wurde Goldsberg mit der Stadt Liebemühl in Kriegsfolge zusammen mit dem ganzen südlichen Ostpreußen an Polen abgetreten. Goldsberg erhielt die polnische Namensform „Ziemaki“, ist heute aus der Stadt herausgelöst und ein Ort innerhalb der Stadt-und-Land-Gemeinde Miłomłyn (Liebemühl) im Powiat Ostródzki (Kreis Osterode in Ostpreußen), von 1975 bis 1998 der Woiwodschaft Olsztyn, seither der Woiwodschaft Ermland-Masuren zugehörig.

## Kirche
Bis 1945 war Goldsberg in die evangelische Pfarrkirche Liebemühl in der Kirchenprovinz Ostpreußen der Kirche der Altpreußischen Union, außerdem in die römisch-katholische Kirche Liebemühl eingegliedert.
Heute gehört Ziemaki katholischerseits zur Pfarrei Miłomłyn im Bistum Elbląg, evangelischerseits zur Kirche Ostróda in der Diözese Masuren der evangelisch-augsburgischen Kirche. 

## Verkehr
Ziemaki liegt unweit der Nebenstraße von Miłomłyn nach Tarda (Tharden), von der eine Stichstraße nach Ziemaki abzweigt. Eine Bahnanbindung existiert nicht.